# Аранду
Аранду (порт. Arandu) — муниципалитет в Бразилии, входит в штат Сан-Паулу. Составная часть мезорегиона Бауру. Входит в экономико-статистический микрорегион Аваре. Население составляет 6 394 человека на 2006 год. Занимает площадь 285,908 км². Плотность населения — 22,3 чел./км².

## История
Город основан 19 марта 1964 года.

## Статистика
- Валовой внутренний продукт на 2003 составляет 35 807 371,00 реал (данные: Бразильский институт географии и статистики).
- Валовой внутренний продукт на душу населения на 2003 составляет 5 735,60 реала (данные: Бразильский институт географии и статистики).
- Индекс развития человеческого потенциала на 2000 составляет 0,731 (данные: Программа развития ООН).

## География
Климат местности: субтропический. В соответствии с классификацией Кёппена, климат относится к категории Cfa.

## Галерея

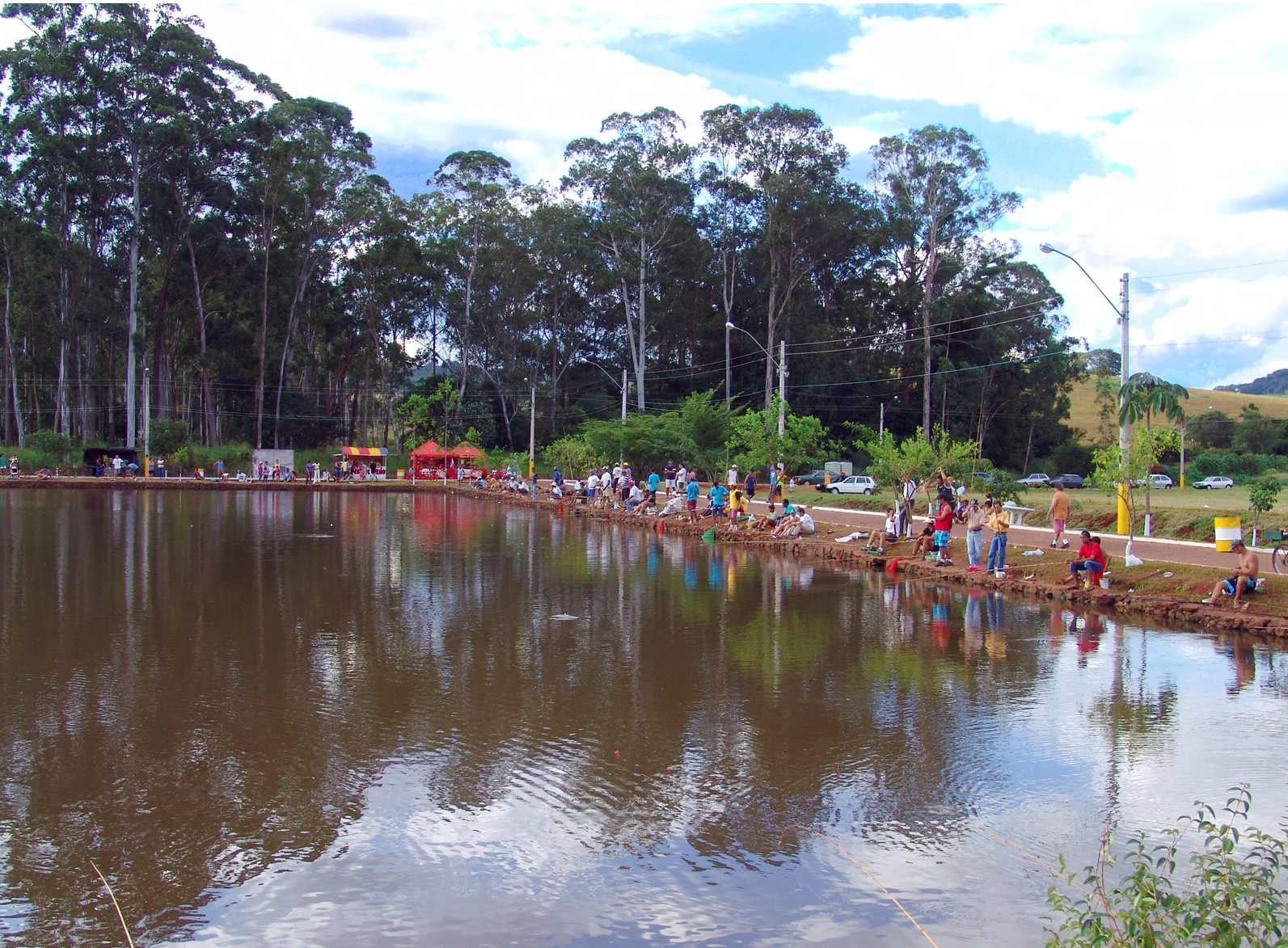
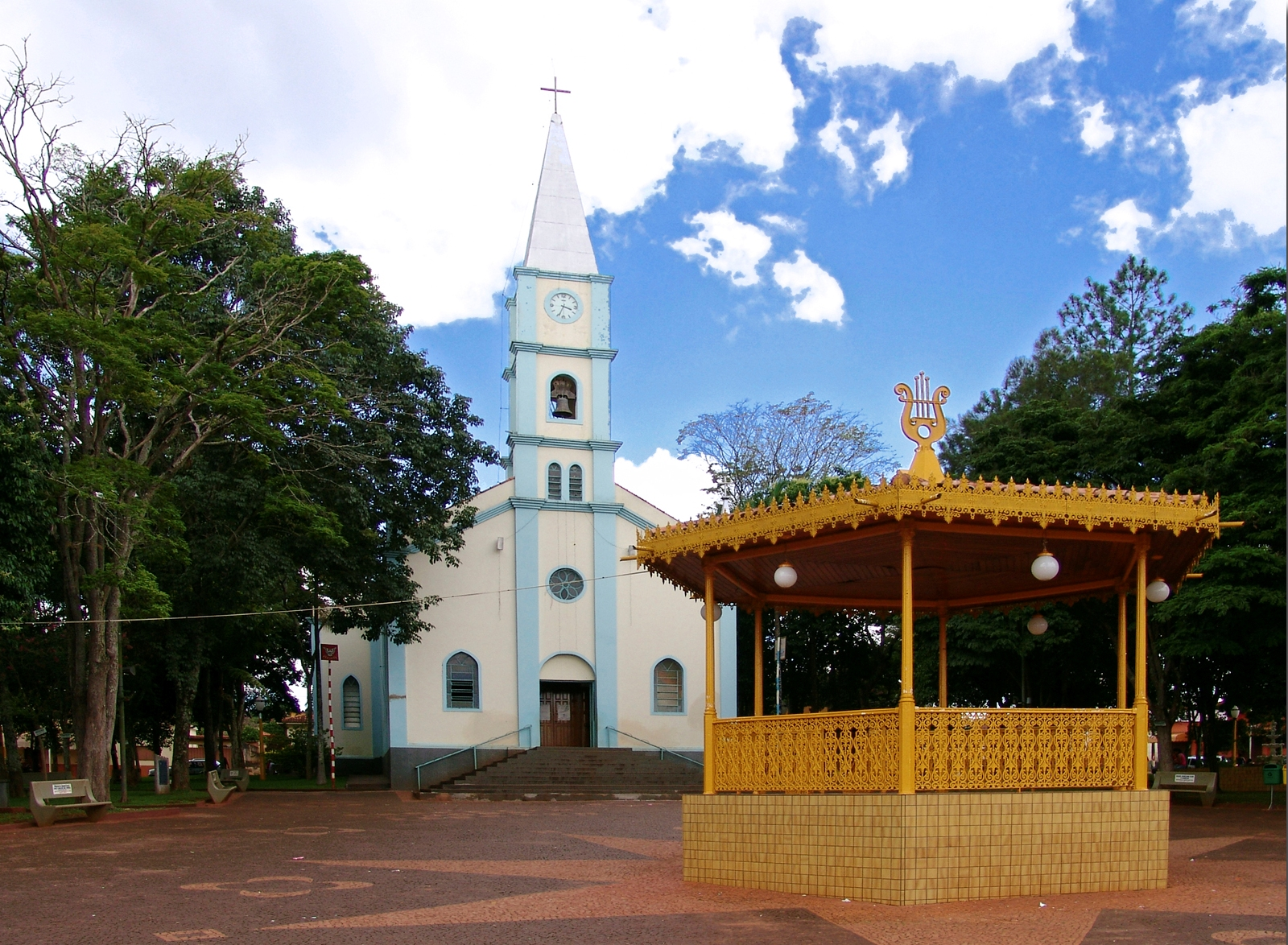
Собор
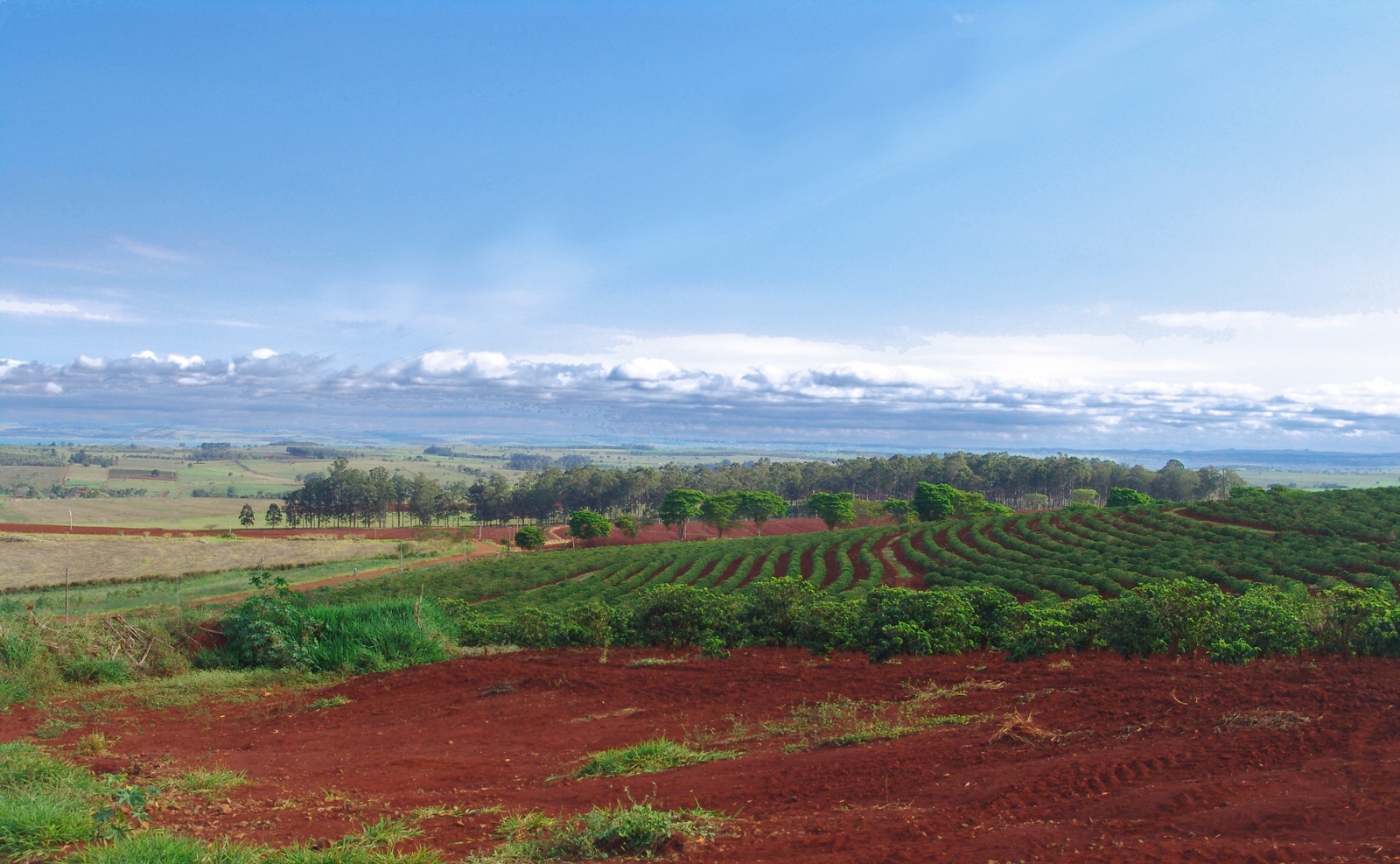
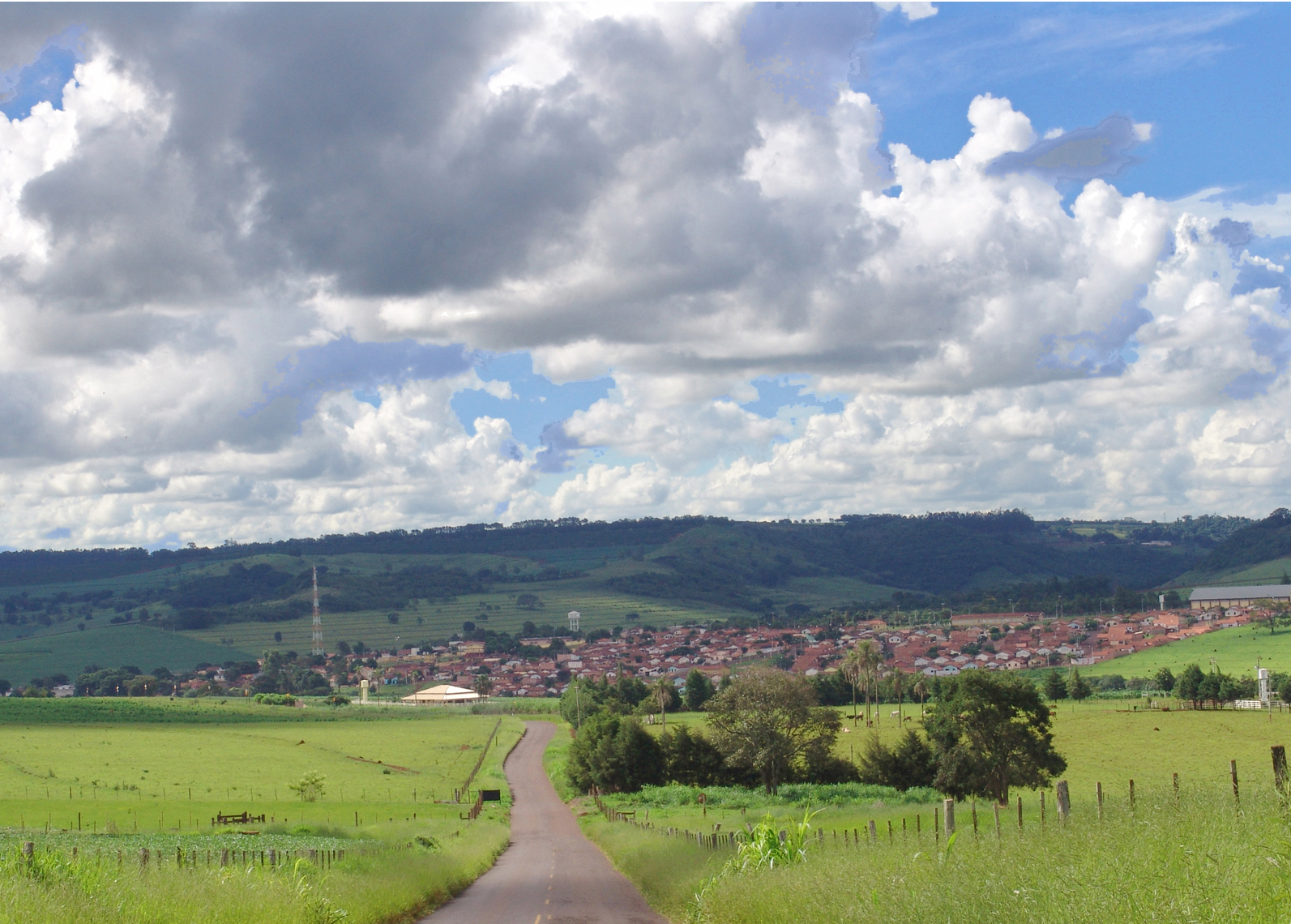
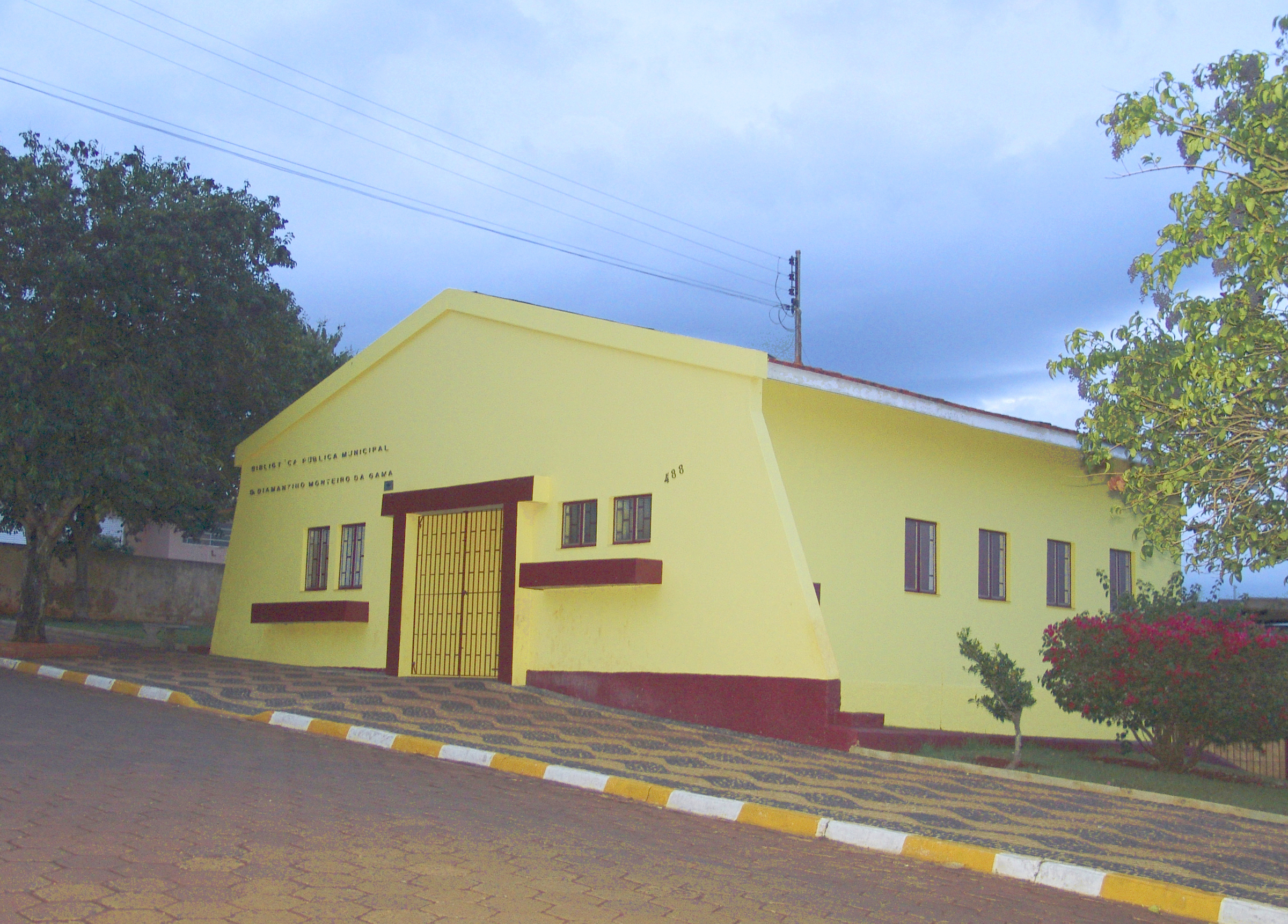
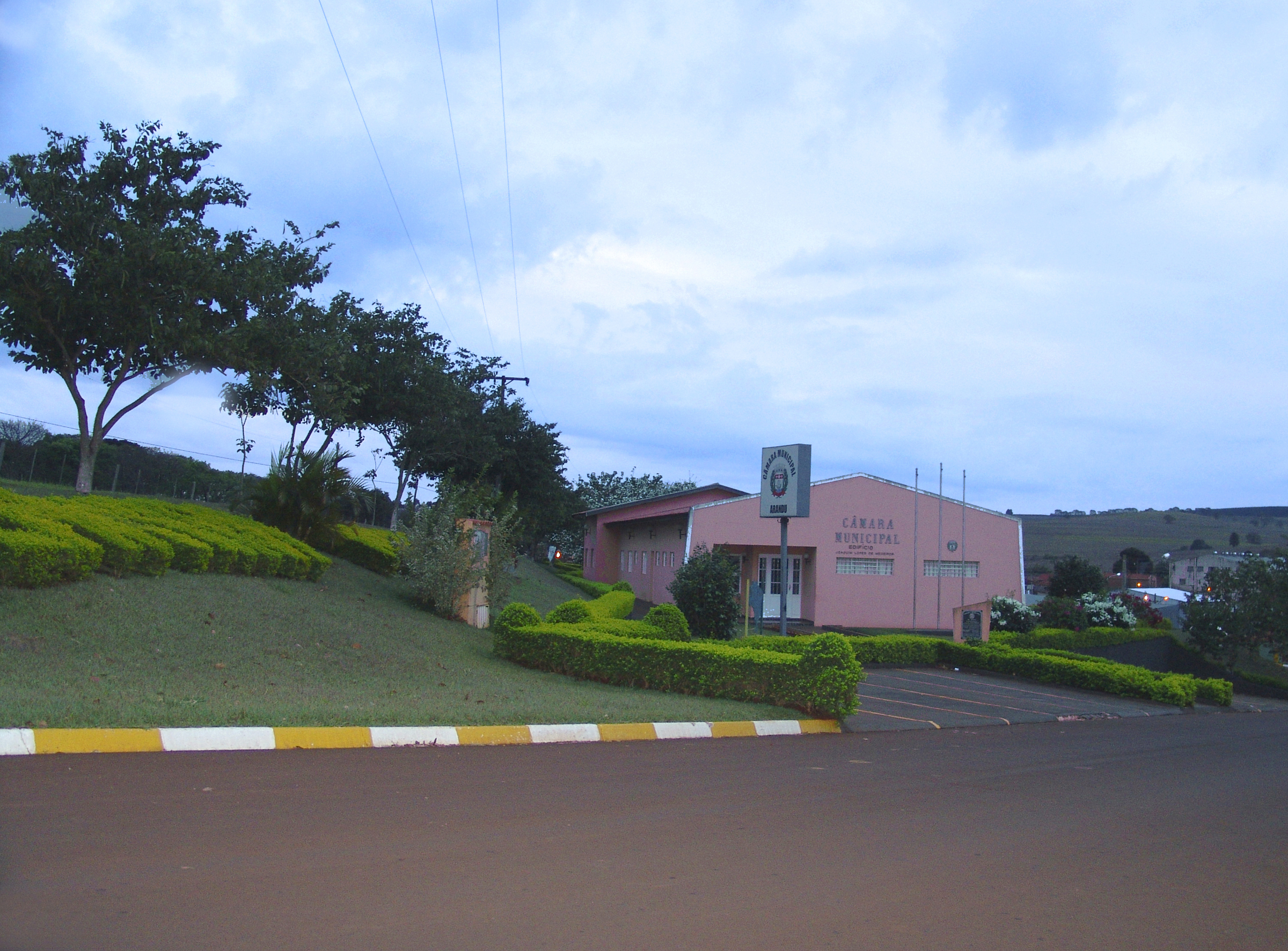
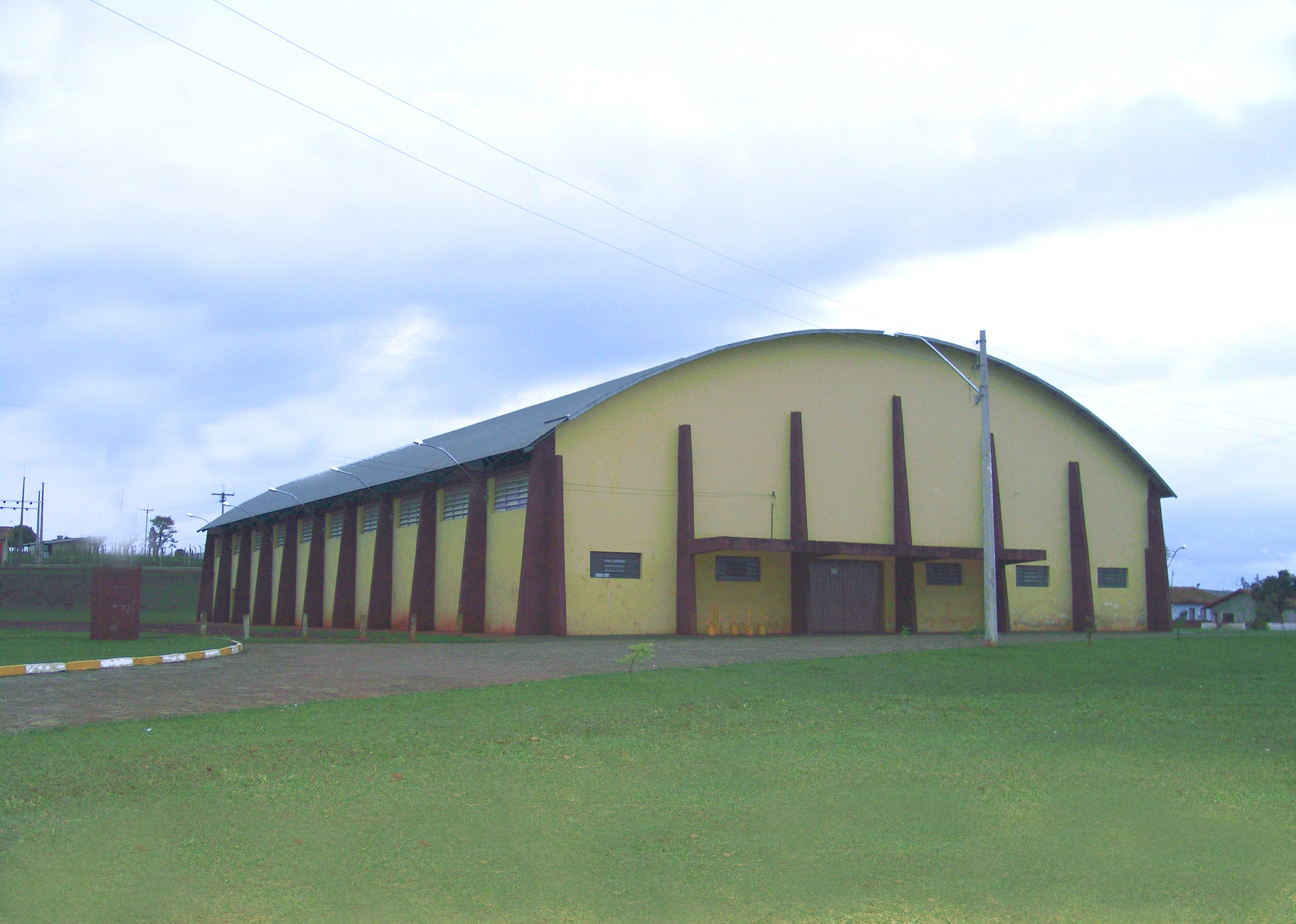